# Křelovice u Pernarce
Křelovice (deutsch Kschellowitz) ist eine Gemeinde im Okres_Plzeň-sever, Tschechien.
Křelovice befindet sich 26 km nordwestlich von Pilsen und 99 km westlich von Prag.

## Gemeindegliederung
Křelovice besteht aus den Ortsteilen Křelovice, Mydlovary, Pakoslav und Rozněvice.

## Söhne und Töchter der Gemeinde
- Willi Jäger (* 1940), deutscher Mathematiker